# COVID-19新冠仇恨犯罪法
《COVID-19新冠仇恨犯罪法》（英語：COVID-19 hate crimes act）是第117屆美國國會通過的一項法律。本法律允許美國司法部加速審查與新冠疫情相關的仇恨犯罪，建立多種語言的在線仇恨犯罪舉報熱線、加強各州和地方執法部門的調查追蹤等。法案由夏威夷州聯邦參議員廣野慶子於2021年3月23日提出，並於2021年5月20日由時任美國總統喬·拜登簽署成為法律。

## 立法背景
在2019冠状病毒病疫情後，美國政客和高級官員迅速地把疫情爆發歸咎於中國，大量貶義形容冠状病毒的詞語開始逐漸流行，例如時任總統特朗普多次提到“功夫流感”(Kung Flu)、“中國瘟疫”(China Plague)、“中國病毒”(Chinese Virus)等，并被右翼人士廣泛使用 。在這背景下，美國出現大量反亞裔的種族主義訕罵和攻擊，亞裔採取帶口罩等防疫措施也受到右翼人士攻擊，同時期美國也錄得包括仇恨言論、暴力欺凌、威脅恐嚇、差別對待、種族歧視等的大量反亞裔個案，并造成傷亡事件；其他種族同一時間也受到相似的攻擊。
2020 年 9 月 17 日，第116屆美國眾議院以 243 票贊成、164 票反對的結果通過決議，譴責與疫情相關而針對亞裔美國人的種族歧視，決議得到14 名共和黨眾議員投票支持，其餘的大部份共和黨政客表示反對。乔·拜登上任後，開始著手推動反新冠仇恨歧視的立法工作。2021 年 5月 18 日，第117屆美國眾議院以 364 票對 62 票通過了《COVID-19新冠仇恨犯罪法》，法案旨在加快美國司法部審查與新冠疫情相關的仇恨犯罪、向地方執法機關提供額外資金，以遏止不斷增加的針對亞裔和其他種族的仇恨犯罪。